# Hadena clavifera
Hadena clavifera är en fjärilsart som beskrevs av George Francis Hampson 1909. Hadena clavifera ingår i släktet Hadena och familjen nattflyn. Inga underarter finns listade i Catalogue of Life.